# Parc national de Muránska planina
Le parc national de Muránska planina (slovaque : Národný park Muránska planina) est un parc national situé au centre de la Slovaquie. La zone centrale a une superficie de 21 318 ha et la ceinture de protection 21 698 ha. Il comprend 14 territoires protégés plus petits. Il est constitué à 86 % de forêts. On y compte plus de 35 plantes endémiques et 250 grottes non accessibles au public.

## Histoire
La zone de l’actuel parc national Muránska Planina a été protégée pour la première fois en 1976 en tant que zone pittoresque protégée. Ce statut a été changé en octobre 1997 pour celui de parc national. Le parc a été officiellement inauguré le 27 mai 1998.

## Description
Le parc fait partie de la chaîne de montagnes des Carpates occidentales. Le relief du parc national est très accidenté et dans de nombreux endroits rocheux. Le territoire central est formé par le massif des montagnes Muránska planina qui fait partie du Spišsko-gemerský kras. La longueur totale du paysage karstique depuis la colonie de Červená Skala (partie de Šumiac) jusqu’à la ville de Tisovec est d’environ 25 km.
Le point culminant est Fabova hoľa avec 1 439 m d'altitude, cependant, un sommet plus élevé, Stolica à 1 476 m est situé dans la zone tampon. Stolica est également le plus haut sommet des monts Métallifères slovaques.
Il y a plus de 150 grottes remarquables, qui sont inaccessibles au public.

## Flore
La flore du parc national est remarquable pour sa biodiversité et sa richesse en espèces et comprend 35 espèces endémiques et sous-endémiques, par exemple, Daphne arbuscula. Les forêts couvrent environ 90 % de la superficie.

## Tourisme
Les attractions touristiques comprennent 300 km de sentiers de randonnée balisés et deux sentiers éducatifs. Le meilleur accès au parc se fait par les villages et les villages environnants, comme Muráň et Závadka nad Hronom. Sur un rocher au milieu de la chaîne se dresse le château de Muráň.

## Galerie

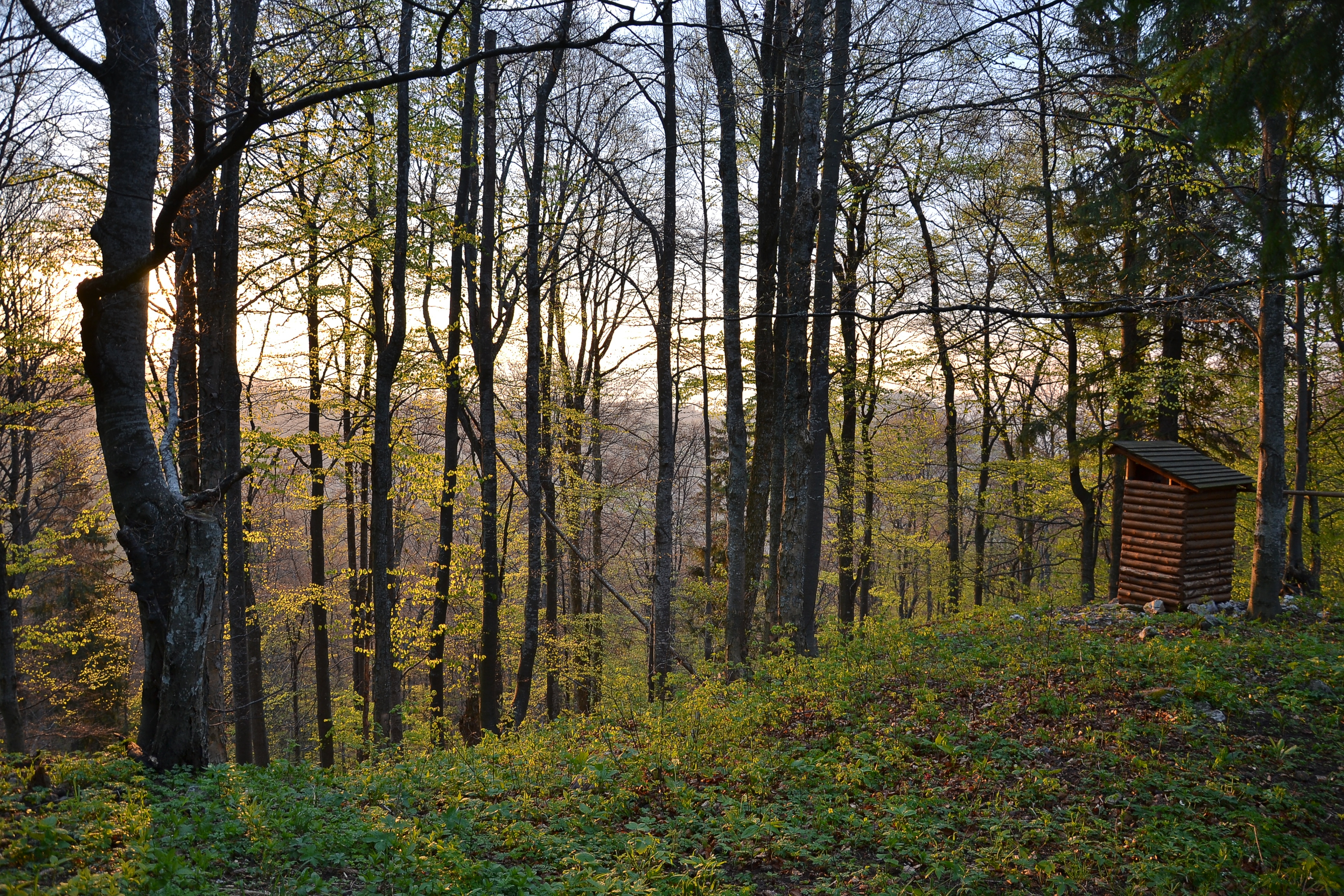
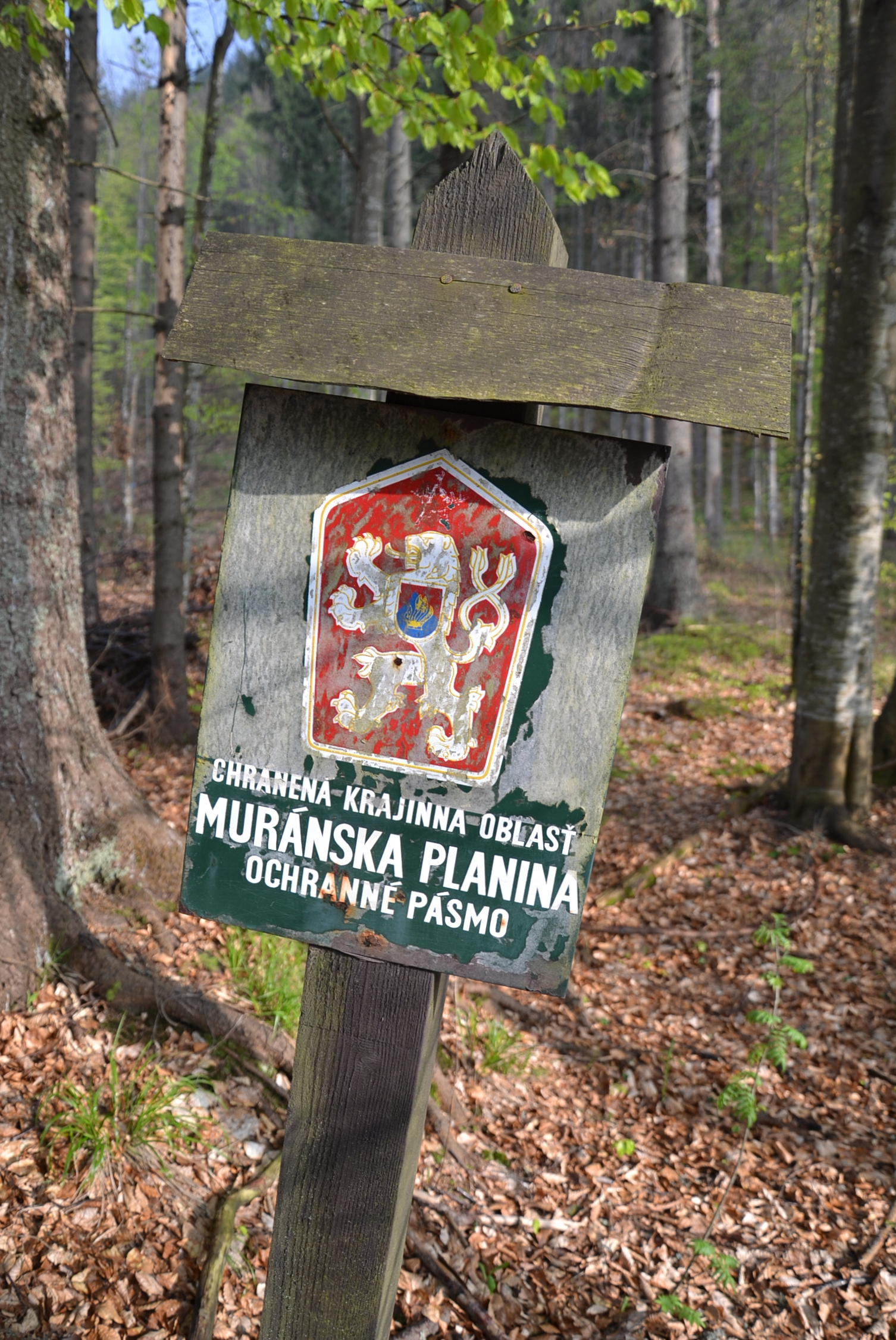
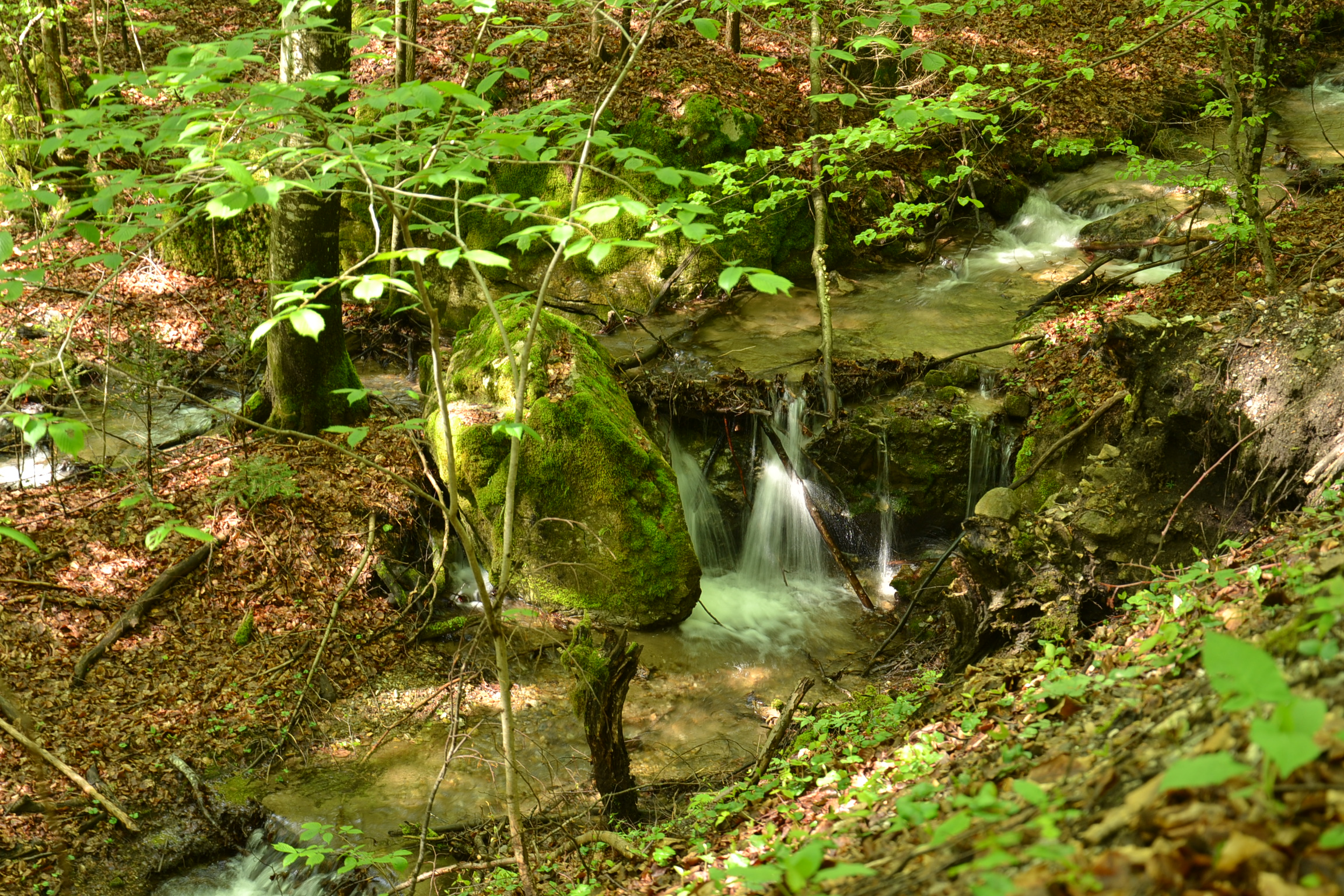
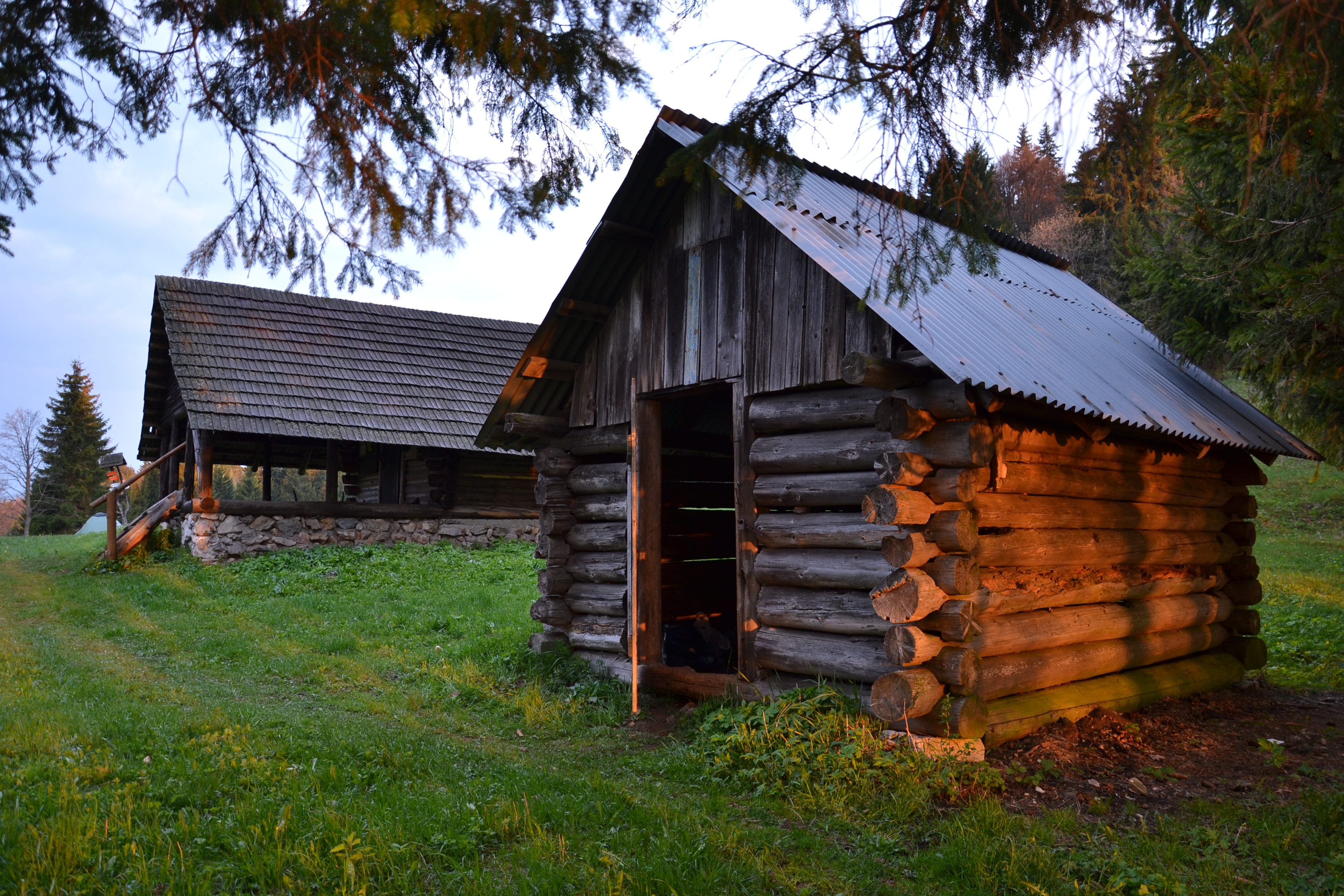
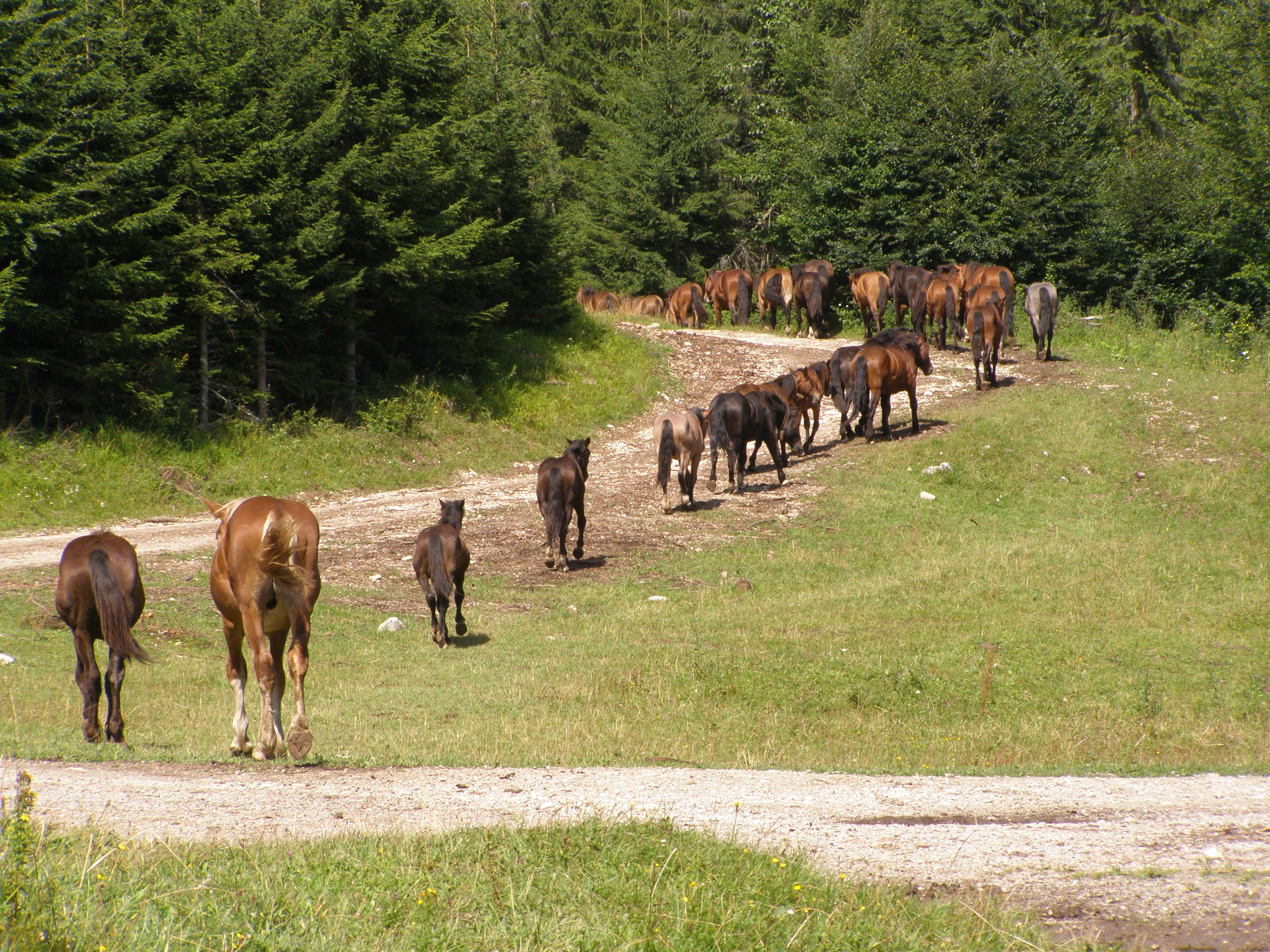
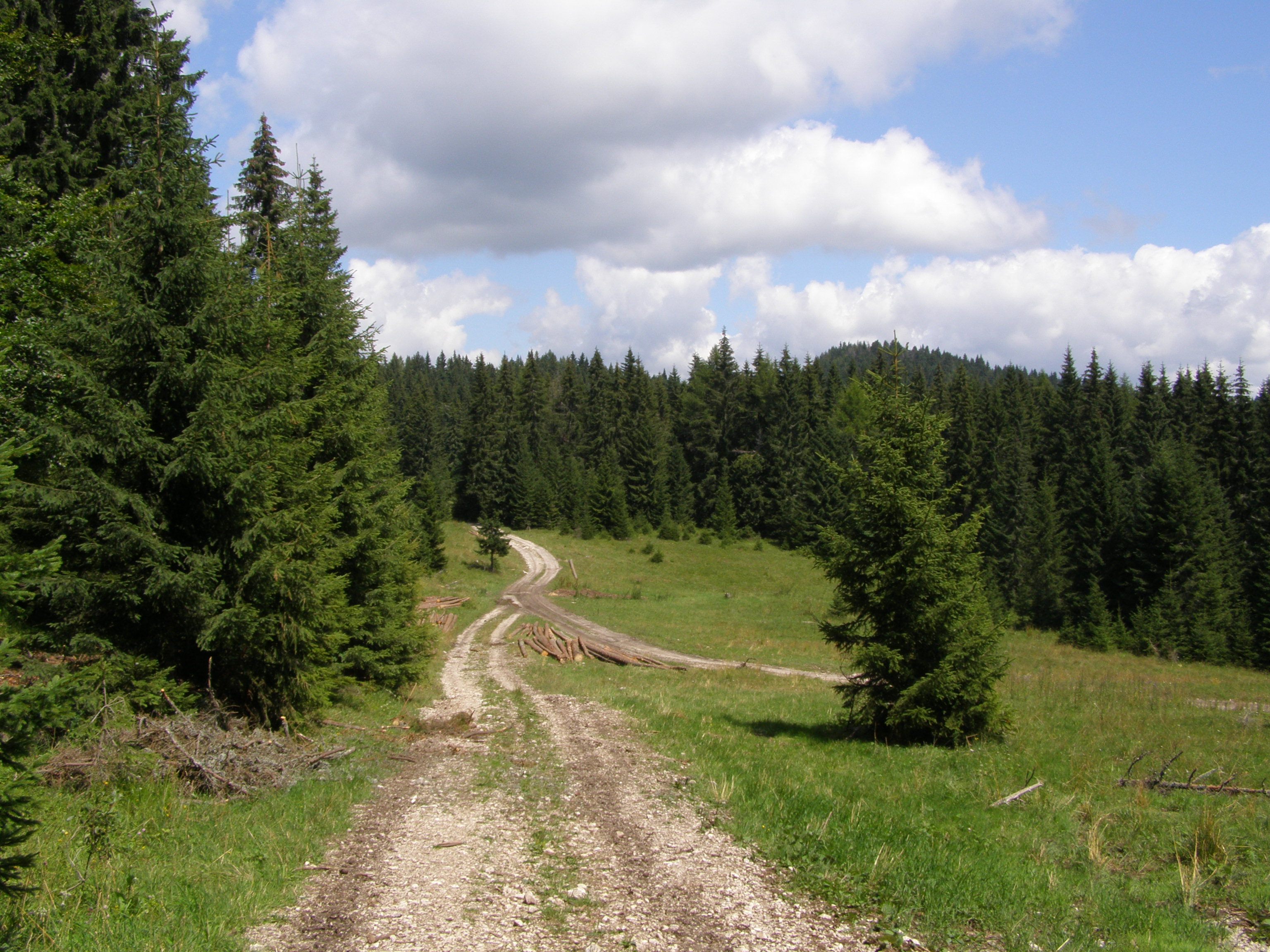